# Kristina Szumowa
Kristina Aleksandrowna Szumowa (ros. Кристина Александровна Шумова; ur. 24 lipca 1997) – rosyjska zapaśniczka walcząca w stylu wolnym. Piąta w Pucharze Świata w 2017. Druga ma ME U-23 w 2018 roku.
Mistrzyni Rosji w 2024; druga w 2021; trzecia w 2018, 2019 i 2020 roku.